# Rachid Kheloufi
Mohamed Rachid Kheloufi (en arabe : محمد رشيد خلوفي) est un footballeur international algérien né le 12 mai 1959 à Alger. Il évoluait au poste de milieu de terrain.

## Biographie

### En club
Il évolue en première division algérienne avec son club formateur, le JH El Djazaïr,.

### En équipe nationale
Il reçoit deux sélections en équipe d'Algérie entre 1979 et 1982. Son premier match a lieu le 7 mars 1982 contre la Zambie (victoire 1-0). Son dernier match a lieu le 13 mars 1982 contre l'Éthiopie (nul 0-0),
Il participe à la CAN 1982, à la Coupe du monde juniors (U20) de 1979 et à la CAN U20 1979

## Palmarès
| JH El Djazaïr - Coupe d'Algérie (1) : - Vainqueur : 1981-82. |  | Algérie -20 ans - Coupe d'Afrique des nations -20 ans (1) : - Vainqueur : 1979. |

### Distinction personnelle
- International algérien de 1979 à 1982

- Participation à la Coupe d'Afrique des Nations de 1982
- Participation à la Coupe du Monde Juniors (U20) de 1979
- Participation à 2 Coupes d'Afrique des Nations Juniors (U20) (1978, 1979)